# Hypsicera yoshimotoi
Hypsicera yoshimotoi là một loài tò vò trong họ Ichneumonidae.